# 짓
"짓"은 2013년에 개봉한 대한민국의 영화이다.

## 캐스팅
- 서태화 : 동혁 역
- 김희정 : 주희 역
- 서은아 : 연미 역
- 곽민호 : 연미 오빠 역
- 오성태 : 성필 역
- 최영환 : 거지 역
- 김성범 : 김실장 역
- 문형주 : 마담 역
- 류한홍 : 강형사
- 백정현 : 아이1 역
- 오상민 : 아이2 역
- 조재룡 : 흥신소 사장 역
- 송대중 : 흥신소 고객 역
- 정진희 : 수녀 역
- 손진호 : 경찰 역
- 류호장 : 파출소 경찰 역
- 이설구 : 도박남1 역
- 이동환 : 도박남2 역
- 이윤상 : 변호사 역
- 정미남 : 브로커 역
- 심형민 : 중년남 교수 역
- 류미란 : 중년여 교수1 역
- 안민영 : 중년여 교수2 역
- 조형우 : 덩치남 역
- 이상엽 : 바텐더 역
- 박근영 : 운전남 역
- 강지선 : 윤락녀 역
- 엄지혜 : 룸여1 역
- 이수연 : 룸여2 역
- 정경화 : 룸여3 역
- 손상미 : 장례식여1 역
- 장윤경 : 장례식여2 역
- 이수희 : 장례식여3 역
- 라미란 : 최박사 역 (특별출연)
- 이준혁 : 동혁 친구 역 (특별출연)